# La Grande Librairie
La Grande Librairie är ett franskt och franskspråkigt TV-program om litteratur. Varje episod omfattar en och en halv timme (90 minuter). Programmet startades och leds av François Busnel, och sänds från 4 september 2008 varje onsdag live på France 5 (sedan 2018 på torsdag).
Programmet, som är en direkt arvtagare till Bernard Pivots Apostrophes, är det enda litteraturprogrammet i Frankrike som visas på bästa sändningstid. Tittarsiffran ligger på i genomsnitt 450 000, och anses därmed vara det mest inflytelserika programmet när det kommer till bokförsäljning. 
Under de första fyra säsongerna varvades Busnels intervjuer med skämtteckningar av tecknaren Jul. 

## Koncept
Varje vecka behandlar programmet litterära nyheter och händelser, vilket sker genom att bjuda in fyra mer eller mindre kända författare, från Frankrike eller utlandet, för att prata om deras nya böcker. 
Många författare har deltagit i programmet – fler än 500 mellan 2008 och 2011. Det kan röra sig om unga talanger, som Alexis Jenni, Chloé Delaume, Tristan Garcia, Mathias Énard och Jean-Baptiste Del Amo eller erkända författare som nobelprisvinnarna JMG Le Clézio, Mario Vargas Llosa och Patrick Modiano men också Annie Ernaux, Jean d'Ormesson, Amélie Nothomb och utländska författare som Paul Auster, Jim Harrison, Philip Roth och Stephen King. 
Med viss regelbundenhet tillägnas personligheter som varit viktiga för sin tid specialprogram, såsom Molière, Romain Gary, Sigmund Freud och Albert Camus. Specialprogram har också behandlat utländsk litteratur som amerikansk, skandinavisk och afrikansk litteratur.
I februari 2020 var den svenska sociologen Marie Bergström, vid Institut national d'études démographiques (INED) med i en episod om nätdejtning.